# 신건 (법조인)
신건(辛建, 1941년 2월 12일 ~ 2015년 11월 24일)은 대한민국 검사와 제33대 법무부 차관을 지낸 법조인이자 제25대 국가정보원장과 제18대 국회의원을 지낸 정치인이다. 본관은 영월(寧越)이며 호(號)는 청사(晴沙)이다.

## 생애
검사로 재직하다가 김대중 정부에서 제28대 국가정보원장을 역임하였다. 2005년 국정원 직원들의 불법 도청, 감청을 묵인한 혐의로 구속되었다가 2006년 4월에 보석으로 석방되었다. 퇴임 이후 변호사로 활동했다. 2009년 4월 29일 18대 국회의원 재보선에서 무소속으로 출마해 당선된 후, 2010년 2월 10일 민주당에 복당하였다. 2010년 이명박 정부시절 총리실 공직윤리지원관실의 민간인 불법사찰 문제를 국회에서 최초로 제기하였다. 폐암으로 투병하다가 2015년 11월 24일 오후 6시 향년 74세로 별세했다.

## 학력
- 1953년 전주풍남초등학교 졸업
- 1956년 전주북중학교 졸업
- 1959년 전주고등학교 졸업
- 1963년 서울대학교 법과대학 법학 학사
- 1964년 서울대학교 사법대학원 법학 석사과정 수료
- 1965년 해군 법무관으로 통제부(현 진해기지사령부) 법무관실 근무
- 1979년 워싱턴 주립 대학교 대학원 법학 석사

### 명예 박사 학위
- 호남대학교 명예 법학박사

## 경력
- 제16회 고등고시 사법과 합격
- 부산지방검찰청 검사
- 전주지방검찰청 군산지청 검사
- 법무부 검찰국 검사
- 서울지방검찰청 검사
- 법무부 조사과장
- 대검찰청 중앙수사부 4과장
- 서울지방검찰청 부장검사
- 대검찰청 중앙수사부 1과장
- 서울지방검찰청 1차장검사
- 법무부 기획관리실장
- 광주지방검찰청 검사장
- 법무부 교정국장
- 대검찰청 중앙수사부장
- 광주고등검찰청 검사장
- 법무부 차관
- 대통령직인수위원회 인수위원
- 국가안전기획부 제2차장
- 국가정보원장

## 의정 활동
- 2009년 4월 29일 18대 재보궐선거에서 민주당 이광철후보를 누르고 당선되었다.(역시 민주당을 탈당해서 전주 덕진구에 무소속 출마한 정동영과 무소속연대를 선언한게 주효하였다)
- 2010년 2월 10일 민주당에 복당을 했다.
- 2009년 4월 29일 ~ 2012년 5월 29일 18대 민주당 국회의원(전북 전주시 완산구 갑)
- 국회 정무위원회 위원

## 역대 선거 결과
|  | 50.38% |

|  | 16.21% |